# Joaquín García Monge
Joaquín García Monge (20 ianuarie, 1881 - 1958) este considerat unul dintre cei mai importanți scriitori costaricani.  S-a născut în Desamparados, Costa Rica în 1881. A fost instruit în Costa Rica, dar și în Chile, unde a căzut sub influența curentelor literare dominante din acea vreme. A fost directorul Bibliotecii Naționale din Costa Rica din 1920 până în 1936. În timpul vieții sale a avut o mare influență asupra sistemului de învățământ. Este famios pentru romanul
său de mici dimensiuni "El moto" (1990).